# Contraofensiva ucraïnesa del 2023
|  | Aquest article es refereix a esdeveniments derivats de la Invasió russa d'Ucraïna del 2022. |

La contraofensiva ucraïnesa del 2023 és una operació militar que es va produir en el marc de la invasió russa d'Ucraïna. Tot i que no seria fins al 10 de juny del 2023 que el president ucraïnès Volodímir Zelenski faria públic oficialment que l'ofensiva de primavera havia començat, molt abans van començar les accions prèvies per preparar-ne el terreny.
El 26 de juliol Ucraïna va intensificar la contraofensiva, iniciant un atac més massiu i amb unitats de combat més grans i més ús d'equipament militar occidental. A l'est, al front de Bakhmut, van avançar en l'intent d'envoltar pels flancs Bakhmut. Al front de Zaporíjia, al sud del país, van recuperar la població de Staromaiorske en l'eix de Velika-Novossilka (direcció Berdiansk), i van iniciar el flanqueig de Robòtine a l'eix més occidental d'Oríkhiv (direcció Melitòpol). En aquestes darreres incursions van arribar per primer cop a la línia fortificada russa (o línia Surovikin), un cop havien aconseguit trencar les defenses avançades russes les setmanes anteriors.
En general, l'ofensiva es va dur a terme sobretot en dos fronts o teatres d'operacions: el front sud a Zaporíjia i el sud-est i est a Donetsk, al llarg del riu Mokri Yaly. En menor mesura es van produir també operacions militars als extrems de la línia del front: per part d'Ucraïna s'intentava avançar a Kherson en una presa de posicions a la riba oriental (sud) del Dniéper, mentre que Rússia pressionava al nord-est, a l'eix Svàtove i Kreminnà a Luhansk, així com a Kupiansk (Khàrkiv), per atraure tropes ucraïneses ubicades a altres fronts, en especial Bakhmut i Zaporíjia.
Gairebé cinc mesos des del seu inici, destacades figures ucraïneses i analistes occidentals van començar a valorar negativament l'èxit de la contraofensiva. Les declaracions del general ucraïnès Valeri Zalujni, a principis de novembre de 2023, amb relació a que la guerra havia arribat a un "punt mort" van ser considerades pels observadors com una admissió del seu fracàs, i van anar seguides d'avaluacions més concretes fetes pels analistes, especialment pel que fa a l'èxit operatiu, des de diverses setmanes abans. Fins al moment, els objectius inicials d'arribar al Mar d'Azov i dividir en dos el territori rus ocupat al sud d'Ucraïna no s'havien assolit i un avanç el 2023 es va considerar, àmpliament, poc probable.

## Preludi
A finals d'abril Ucraïna va llançar una ofensiva d'interdicció sobre la logística i rereguarda russa al llarg de tot el front, tant a l'est com al sud. El 24 de maig Ucraïna va intentar enfonsar un buc de l'Armada Russa amb 3 vehicles aquàtics no tripulats. Un d'ells va transcendir el mateix dia perquè fou destruït per les defenses del vaixell. L'endemà però es va fer públic un vídeo d'un segon dron de superfície que va arribar a contactar-hi, sense saber-se però si havia arribat a detonar i les possibles conseqüències. El 29 de maig aquest mateix dia es va produir un atac ucraïnès sobre una refineria de petroli russa a la ciutat de Krasnodar a la regió russa homònima a l'est de Crimea.
El 12 de maig Ucraïna va avançar més de 2 km al flanc nord de Bahkmut, recuperant un territori equivalent al que Rússia li havia costat dos mesos de conquerir.
El 6 de juny de 2023, la presa de Nova Kakhovka a Ucraïna va cedir, provocant grans inundacions curs avall del riu. Les autoritats russes i ucraïneses es van culpar mútuament de la destrucció. Malgrat que amb l'aigua de l'embassament es refrigeraven els reactors de la central nuclear de Zaporíjia, l'Agència Internacional de l’Energia Atòmica no hi va veure un risc immediat d'entrada. Les inundacions podien dificultar les operacions ucraïneses previstes a la zona i el pas a la riba esquerra del riu Dniéper.

### Ofensiva russa d'hivern i conquesta russa de Bakhmut
El dia 12 de gener els mercenaris del Grup Wagner van aconseguir conquerir Soledar, al nord de Bakhmut, en el que va ser la primera victòria russa des de l'estiu de 2022. Una setmana després, Rússia va reobrir l'ofensiva sobre Vuhledar (front del sud-est a Donetsk) que el mes de novembre va haver d'aturar a Pàvlinka per les pèrdues patides. Malgrat que a final de gener de 2023 no havia aconseguit l'objectiu d'un trencament, s'hi mantenia una lluita ferotge per part de les divisions amfíbies russes destinades a la zona (anomenades VDV per les inicials transliterades en rus). L'1 de febrer tanmateix va anunciar l'aturada de «l'ofensiva activa» a Vuhledar novament, ateses les pèrdues humanes i materials patides en el nou intent.
Un cop completada la conquesta russa de la totalitat de la trama urbana de Bakhmut a finals de maig, i el reajust per part d'Ucraïna dels flancs al nord i sud de la ciutat, la situació al front es va estancar, a l'espera de l'anunciada contraofensiva ucraïnesa que no acabava de produir-se.
A banda de la victòria al front de Bakhmut, en la resta dels fronts no va aconseguir cap avanç més. Al front de Khàrkiv al nord, havien pogut aturar del tot l'ofensiva ucraïnesa de la tardor, i iniciar una ofensiva des de Svàtove i Kreminnà, que havien mantingut sota control, en direcció a Kupiansk i Bilohórivka amb infanteria, respectivament.

### Incursions en territori rus a Bélgorod i Kursk

Incursió de grups opositors russos a l'óblast de Bélgorod (23 a 27 de maig del 2023)

El 22 i el 25 de maig es van produir incursions de grups opositors russos (la Legió Llibertat de Rússia i el Cos de Voluntaris Russos) a l'óblast de Bélgorod, fronterer amb Ucraïna, que havien agafat desprevinguda la guàrdia fronterera russa en estar desplegada en altres punts fronterers. Fou la incursió més important feta per forces opositores russes des de l'inici de la guerra.
L'1 de juny es va produir una nova incursió de grups opositors al Kremlin, suposadament amb suport d'Ucraïna, a la regió russa de Bélgorod, que Rússia va assegurar haver repel·lit el mateix dia, a la ciutat fronterera de Xebékino. Entre els grups paramilitars atacants hi havia novament la Legió Llibertat de Rússia i el Cos de Voluntaris Russos. La incursió va atacar un edifici administratiu que va quedar en flames, així com d'una fàbrica i una quantitat rellevant de sistemes militars russos.
El 3 de juny seguia activa la incursió dels grups paramilitars opositors russos a la zona de Xebékino, que en aquest cas van anar acompanyats de més de 500 trets d'artilleria des d'Ucraïna, mentre la població civil n'era evacuada i l'exèrcit rus no podia expulsar o abatre encara els paramilitars. Per la banda russa, des del Grup Wagner se seguia dient que calia que es fes càrrec de la defensa de la frontera.
El Grup Wagner va proposar de crear una zona de seguretat a la regió de Bélgorod, ateses les incursions de grups paramilitars opositors al Kremlin.
El 4 de juny l'artilleria ucraïnesa va disparar centenars de projectils contra la pròpia ciutat de Xebékino, ciutat de 40.000 habitants, provocant un nombre indeterminat de morts i ferits. Aquest dia van aparèixer també imatges de soldats russos capturats pels paramilitars anti-Kremlin. El governador de Bélgorod va comminar la població a abandonar Xebékino i la resta de zones russes que estaven sent bombardejades per Ucraïna.

### Recepció de nou armament de llarg abast
|  | Per a una informació més àmplia vegeu Suport militar (en curs) |

L'11 de maig del 2023 el Regne Unit va confirmar que havia lliurat míssils de creuer Storm Shadow a Ucraïna; era el primer cop que Ucraïna rebia dels seus aliats occidentals llarg abast. L'endemà es va produir un atac ucraïnès sobre una fàbrica d'armament a Luhansk, a una distància d'entre 100 i 150 quilòmetres, fora de l'abast de l'armament que fins aleshores havia utilitzat Ucraïna, fet que va fer pensar que havia utilitzat míssils de creuer.

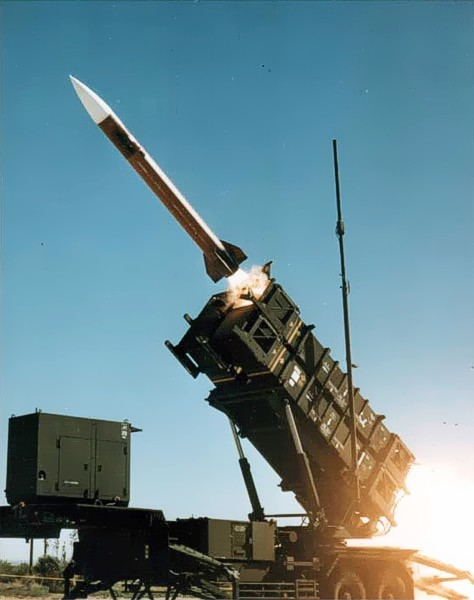
Llançament d'un míssil MIM-104 Patriot. A Ucraïna van aconseguir abatre per primer cop un míssil de creuer supersònic Kh-47M2 Kinjal rus

Quatre aeronaus russes foren abatudes per una bateria antiaèria MIM-104 Patriot, de les dues que feia poc Ucraïna havia rebut dels Estats Units, el 13 de maig en territori rus a la regió de Bryansk, prop de la frontera amb Ucraïna, en el que fou el pitjor dia fins aleshores de les forces aèries russes en 14 mesos de guerra. Amb la destrucció dels dos caces bombarders (un Su-34, un Su-35) i dos helicòpters de suport Mi-8, un d'ells de la variant MTPR-1 amb sofisticada tecnologia de guerra electrònica, també van morir 9 membres de les seves tripulacions. Hores després, també una bateria antiaèria ucraïnesa Patriot havia aconseguit abatre per primer cop un míssil de creuer supersònic Kh-47M2 Kinjal rus que tenia per objectiu la pròpia bateria, fet que fins aleshores es creia que no era possible. Aquest dia van aparèixer restes de míssils de creuer Storm Shadow entre les runes de les instal·lacions bombardejades el dia abans per Ucraïna a la ciutat ocupada de Luhansk.
El 27 de maig Ucraïna va bombardejar amb municions de llarg abast posicions russes de logística i comunicació al llarg de tot el front: des de Bélgorod al nord (i en territori rus, node logístic cap al nord del Donbàs), Luhansk a l'est fins a Berdiansk i Mariúpol al sud, per on passa la ruta logística clau per a Rússia entre Crimea i el Donbàs. El 29 de maig Ucraïna va seguir atacant amb míssils i munició rondadora diferents zones de Zaporíjia ocupades per Rússia. Entre elles, un edifici a les rodalies de Mariúpol on s'hi allotjaven unes 400 tropes russes, que va provocar un centenar de morts. Ucraïna va seguir castigant a principis de juny la logística i les comunicacions russes, en aquest cas amb atacs al port de Berdiansk, mentre grups partisans atacaven un línia fèrria a Crimea.
El 7 de juliol els Estats Units van aprovar enviar a Ucraïna bombes de dispersió, una munició prohibida per més de 100 països, molts d'ells aliats europeus, però no pas per EUA, Ucraïna ni Rússia mateixa qui, de fet, portava utilitzant-les des de l'inici de la guerra. Organitzacions internacionals com Human Rights Watch van condemnar la decisió.
El 17 d'octubre es va produir el primer ús de míssils balístics MGM-140 ATACMS (inicials en anglès per «Army Tactical Missile System») des de plataformes HIMARS, que els EUA havien fet arribar en secret i per sorpresa a Ucraïna. L'aeroport de Berdiansk (Zaporíjia), la base operativa més avançada dels helicòpters d'atac russos en territori ucraïnès ocupat, fou objecte d'un atac amb aquests míssils de llarg abast, a una distància de com a mínim 100 km dels punts segurs per al seu llançament més propers. L'atac va provocar un nombre significatiu de pèrdues materials.

## Cronologia

### 4 de juny: Rússia anuncia l'inici de la contraofensiva ucraïnesa

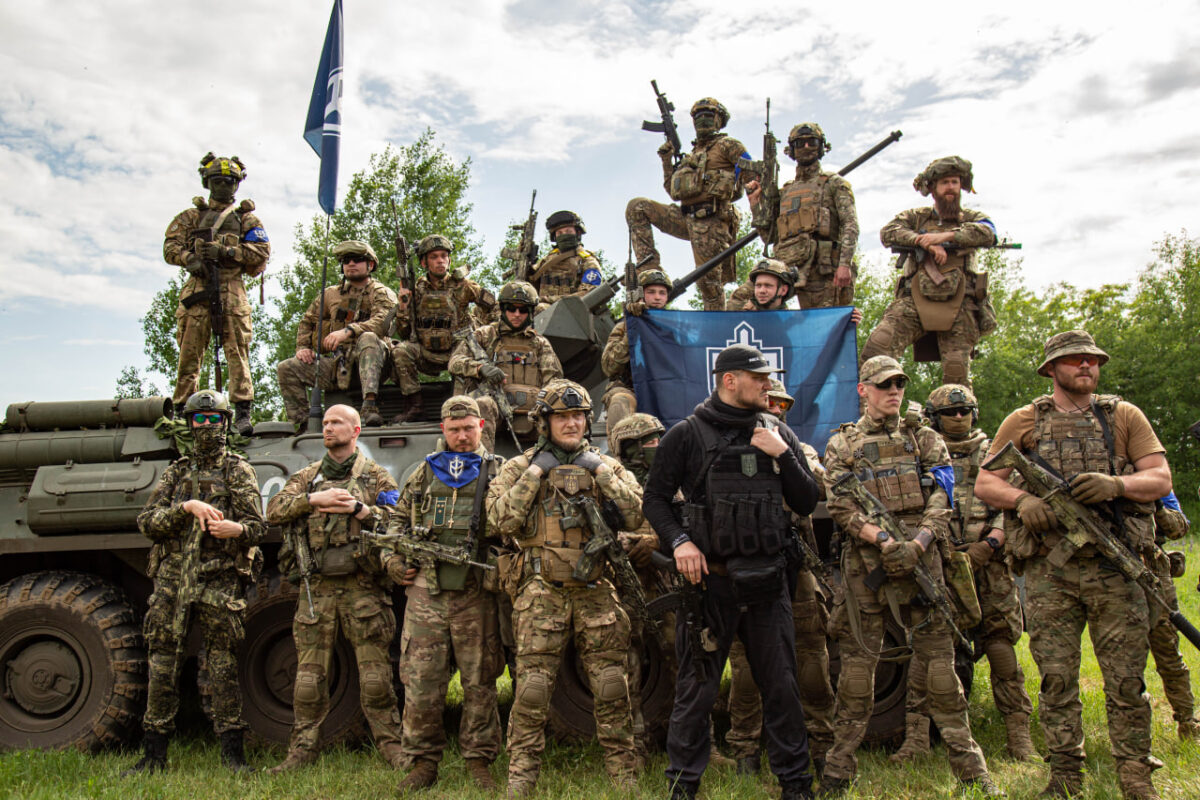
Membres del Cos de Voluntaris Russos en una incursió a l'óblast de Bégorov dins la Federació Russa

El 5 de juny el Ministeri de Defensa rus va assegurar que Ucraïna havia iniciat el dia abans una ofensiva a gran escala a la regió de Donetsk, que havia estat repel·lida per les seves forces armades causant més de 250 baixes a Ucraïna i destruït 16 tancs. Poc després també va anunciar una altra gran ofensiva ucraïnesa al front sud, a la zona de Zaporíjia, tot i que no en va donar més detalls. Per part d'Ucraïna oficialment només es va parlar aquest dia d'«operacions ofensives», que en cap cas formaven part de cap gran contraatac. En qualsevol cas fou un dia en què es van produir molts atacs menors però al llarg de tot el front i tots els teatres d'operacions. Al front de Bélgorod al nord, en territori administrativament rus, van seguir els combats dels grups opositors russos amb el suport d'Ucraïna. A Bakhmut es van produir alguns atacs ucraïnesos al flanc nord en direcció a Soledar, a l'est de la ciutat de Donetsk hauria recuperat algun terreny a Avdíivka i, més al sud al front de Vuhledar, hauria avançat lleument en direcció a Volodymyrivka i Pavlivka. A la zona de Zaporíjia és on es van detectar més atacs, en especial a Velika-Novossilka en direcció sud cap a Novodonets'ke i Staromaiorske, poblacions que va recuperar. Finalment, el punt més cap a l'oest on es van detectar moviments fou des de la línia de contacte en direcció cap a Polohi.
El 7 de juny, i malgrat els efectes de la destrucció de la presa de Nova Kakhovka, els combats seguien amb la intensitat dels dies previs, tot i amb l'única referència d'observadors OSINT, atès que oficialment Rússia donava xifres molt elevades de morts i pèrdues materials ucraïneses, i des del costat ucraïnès es mantenia el silenci informatiu sobre les operacions des del front de Bélgorod al nord fins al de Zaporíjia al sud, sense poder-se aclarir si realment Ucraïna havia iniciat o no una ofensiva a gran escala, amb èxit o sense.

### 10 de juny: anunci oficial de Zelenski
El 10 de juny, coincidint amb la visita del president canadenc Justin Trudeau a Kíiv, que era alhora la primera trobada entre ambdós dirigents, Zelenski va anunciar oficialment que l'ofensiva de primavera havia començat, un cop les forces ucraïneses van començar a guanyar terreny a Donetsk i Zaporíjia, avançant cap la mar d'Azov des d'un front a només 100 i 133 km de Melitòpol i Berdiansk respectivament. Tanmateix, tot i l'avanç de 10 km lineals en alguns punts, encara es trobaven lluny de la primera línia fortificada russa de defensa. Fonts russes afirmaven que Kíiv hi tenia desplegades més de 100.000 tropes al front sud.
L'endemà es van produir accions d'atac al llarg de tot el front, des d'un sabotatge a les línies fèrries a Bélgorod, diferents atacs reeixits al voltant de Bakhmut, un bombardeig al port de Berdiansk amb l'objectiu d'afectar la logística russa i un sabotatge a la línia de ferrocarril de mercaderies entre Crimea i el Donbàs, en concrec poc abans de Melitòpol. Pel que feia al front sud, les forces ucraïneses havien aconseguit avançar des del sortint de Velika-Novossilka, on hi van poder recuperar ens nuclis de Blahotdane, Nenutxke, Storozheve i Makarivka. Més a l'oest seguien els combats per Luhove, entre Lobkove i Vassílivka.
Segons el viceministre de defensa ucraïnès, durant la setmana del 5 a l'11 de juny Ucraïna va recuperar a Zaporíjia 90 km² de territori i 7 nuclis de població.
El 22 de juny Ucraïna va atacar amb míssils de creuer Storm Shadow britànics els ponts de Txonhar que uneixen la península de Crimea amb la regió de Kherson, i per on circulava el 70% dels proveïments militars russos. Els danys foren inicialment avaluats com a limitats, però va obligar a suspendre temporalment el pas de vehicles. Els dies previs l'avanç ucraïnès s'havia ralentit degut a les defenses russes, tot i que havien aconseguit recuperar dos nuclis de població a la part més occidental del front sud (Zhereb'yanky i Robòtine, en direcció a Tokmak i Melitòpol), però encara a 10 km de les línies defensives fortes russes.

### El motí del Grup Wagner i la central nuclear de Zaporíjia
El 23 i 24 de juny es va produir un motí del Grup Wagner a l'oest de Rússia contra el Ministeri de Defensa, que va durar menys de 24 hores. Malgrat que els rumors que van circular, sobre l'aprofitament d'Ucraïna de la confusió dins l'exèrcit regular rus, no es va produir cap acció militar diferent de les que venien succeint-se els dies anteriors.
El 2 de juliol, l'alcalde d'Enerhodar, ciutat on hi ha la central nuclear de Zaporíjia, va afirmar que el centenar de treballadors russos de la companyia russa de gestió nuclear Rosatom van abandonar el lloc. Més de 6.000 treballadors ucraïnesos de la central, i residents a la ciutat, hi romanien sense poder-ne sortir ni tampoc treballar-hi, excepte si signaven un contracte amb Rosatom. Feia un any que els russos havien minat la central d'explosius.
El 5 de juliol l'Agència Internacional de l'Energia Atòmica (AIEA) va assegurar que els seus experts sobre el terreny desplegats a la central nuclear de Zaporíjia no havien trobat explosius en les àrees a les que havien tingut accés. Tanmateix, el seu director va reclamar que se'ls concedís accés a tota la planta per aclarir els fets i evitar les constants acusacions no confirmades i contraacusacions.
El 22 d'agost l'AIEA va advertir de múltiples explosions molt pròximes a la planta nuclear i la població veïna d'Enerhodar, però també de moltes d'altres en la setmana anterior. La instal·lació seguia disposant de prou aigua per refredar els reactors durant mesos, i havia perforat un pou per extreure més aigua. Però la situació de la planta just sobre la línia del front generava una constant preocupació.

### Primers guanys territorials al front Sud i Est i contraofensiva lenta
El 3 de juliol, el Ministeri de Defensa ucraïnès, va assegurar que la setmana anterior, del 26 de maig al 2 de junt, les forces armades ucraïneses havien alliberat un total de 28,4 km² al front sud de Zaporíjia, i 9 km² al front oriental, en especial a Bakhmut. L'àrea total alliberada al sud des de l'inici de la contraofensiva la calculaven en 158,4 km². El nombre d'atacs russos es va duplicar respecte la setmana anterior, passant de 6.457 a 11.753.
En el dia 500 de la invasió russa, Ucraïna seguia guanyant terreny al voltant de Bakhmut el 8 de juliol, quan va aconseguir recuperar fortificacions i posicions alçades sobre la carretera que comunicava la ciutat amb el sud, posant a l'abast de l'artilleria el tall de la via per a subministraments i logística. Zelenski va aprofitar aquesta data per visitar a l'illa de les Serps com a símbol de la resistència ucraïnesa en recuperar aquesta posició que l'armada russa no va poder defensar.
La lentitud dels avanços per als dos bàndols era degut, entre altres factors menors, a la impossibilitat d'utilitzar mitjans aeris i haver-ho de confiar tot a l'artilleria (i feines de minatge i desminatge).

#### Front de Kherson al Dniéper (sud-oest)

Situació al front de Kherson al Dniéper (riba oriental)

Al front del Dniéper a l'óblast de Kherson, el 23 de juliol Rússia va reconèixer que l'exèrcit ucraïnès havia consolidat un cap de pont a la ribera oriental del riu a Hola Pristan, a l'altra banda del pont d'Antonivski.
L'11 d'agost Ucraïna estava consolidant la seva operació amfíbia a Kozachi Laheri a la riba oriental del Dniéper, més al nord del cap de pont que, també a la riba oriental, feia mesos que estava defefnsant per ampliar més al sud, a l'alçada del pont d'Antonivski.
El 12 d'agost Ucraïna va seguir avançant per consolidar el cap de pont a Kozachi Laheri a Kherson, a la riba oriental del Dniéper.
El primer cop que es va fer pública una prova gràfica d'una bandera onejant a la riba sud del Dniéper fou el 29 d'agost, quan en un vídeo uns soldats van fer-ho a la població de Datxi, a només 3 km. d'Oleixki, pertanyent al raion de Kherson, just a l'altra banda del pont viari d'Antonivka.
El 18 d'octubre va transcendir que les tropes ucraïneses havien travessat el riu pel pont ferroviari d'Antonivski i ocupat una franja de terreny a l'est d'Oleixki, fet corroborat tant per fonts no oficials russes com ucraïneses. Tanmateix les fonts divergien en la naturalesa de l'atac, entre la creació d'un cap de pont per part ucraïnesa a una acció de les forces d'operacions especials i, per tant, temporal, per part russa.
El 30 d'octubre es van produir bombardejos russos a l'est del riu Dniéper, fet que confirmava l'existència d'un cap de pont ucraïnès a la riba oriental, que va anar consolidant durant els següents dies i va començar a obrir-ne un altre més al nord d'uns 2 km a Krinki. El 14 de novembre la pàgina web de la presidència ucraïnesa va fer oficial que havien establert un control sobre territori a la banda oriental del riu, esmentant que l'objectiu era avançar cap a Crimea. El governador prorrús de Kherson va admetre que l'exèrcit ucraïnès hi havia pres algunes posicions, però que es limitava a un grup reduït i blocat a Krinki, assegurant que era una operació suïcida condemnada al fracàs.

#### Front sud de Zaporíjia i Donetsk

Situació a l'óblast de Zaporíjia amb la contraofensiva ucraïnesa en marxa.

El matí del 4 de juny de 2023, Rússia va informar que Ucraïna havia començat una gran ofensiva en cinc àrees de la línia del front del sud de l'óblast de Donetsk. L'Institut per a l'Estudi de la Guerra (ISW) també va informar que Ucraïna havia llançat operacions com a part d'"amplis esforços de la contraofensiva". L'endemà, Ucraïna va confirmar una ofensiva "en diverses direccions". Els warblogs russos van informar d'accions ofensives ucraïneses accelerades a l'est d'Ucraïna, concentrades contra l'àrea de Novodonetske, entre Vuhledar i Velika Novosilka al sud de l'óblast de Donetsk. Les forces ucraïneses van guanyar al sud-oest de Velika Novosilka i al nord-oest de Storozheve. Encara que els funcionaris ucraïnesos van romandre en gran part en silenci sobre la qüestió, es va especular que aquestes accions ofensives eren el començament de l'esperada contraofensiva. Un funcionari designat per Rússia a província de Zaporíjia va dir que els ucraïnesos tenien com a objectiu trencar les línies russes i arribar al mar d'Azov.
El matí del 7 de juny, les forces ucraïneses van començar a assaltar Neskuchne. Neskuchne s'havia convertit en un lloc avançat de les forces russes, amb una geografia complexa: un turó en un costat, i el riu Mokri Yaly en l'altre. En un turó sota el riu hi havia una escola en la qual es trobava un punt fortificat rus. El poble havia estat sota control rus durant més d'un any i hi va haver diversos intents de recuperar-lo que van acabar en fracàs (en direcció a Berdiansk).
El 8 de juny, les forces ucraïneses van llançar contraatacs al voltant de la ciutat d'Oríkhiv, al Polohi Raion de la província de Zaporíjia, on les forces russes havien construït la línia defensiva Mala Tokmachka–Polohi. Els atacs es van centrar en la línia defensiva entre els pobles de primera línia de Robòtine i Verbove. Robòtine, en particular, es trobava a menys de 2,4 km de la "línia principal defensiva" de Rússia, i va ser descrita per funcionaris i analistes de l'època com "el camí més proper i factible d'Ucraïna per trencar la línia russa". Les forces ucraïneses van trencar les primeres línies de defensa, en poder de la 58a Força d'Armes Combinades i les forces de Spetsnaz GRU, fent que les forces russes es retiressin a una segona línia de defensa. Més tard, les forces russes van dur a terme un contraatac, recuperant la línia original. L'ISW va assenyalar que el Districte Militar del Sud de Rússia, a càrrec de la defensa d'aquesta línia, va actuar amb un "grau de coherència inusual" en les seves operacions defensives. Les fonts russes van oferir diverses explicacions per a l'èxit de la defensa inicial, com la mineria efectiva, la superioritat aèria i l'ús de sistemes de guerra electrònica. Funcionaris dels Estats Units i el Ministeri de Defensa rus van informar que les forces ucraïneses van patir "pèrdues significatives" durant els atacs. En aquell moment, els funcionaris dels Estats Units van dir que les pèrdues no s'esperava que afectessin a la contraofensiva en el seu conjunt. Durant els atacs ucraïnesos a l'óblast de Zaporíjia un atac d'artilleria russa contra una columna de vehicles ucraïnesos a Novopokrovka va destruir almenys un tanc Leopard 2A4.  A més, més imatges de drons russos del mateix dia i dies després mostraven 4 tancs Leopard 2A6 i 3 Leopard 2R danyats o destruïts i va perdre almenys 17 Bradley de la variant M2 al sud de la carretera de Mala Tokmachka.
Els dies 9 i 10 de juny, les forces ucraïneses van avançar a l'àrea d'Oríkhiv amb una barreja de tancs Leopard i vehicles de lluita de Bradley. També el 10 de juny, les forces ucraïneses van guanyar més terreny al sud i a l'oest de Lobkove.
L'11 de juny, l'ISW va informar que la 19a Divisió de Fusellers Motoritzats del 58è Exèrcit d'Armes Combinades juntament amb la milícia dels Llops del Tsar, i les unitats d'Ossètia del Nord "Tempesta Ossètia" i "Alània" no van poder mantenir-se a Lobkove i es van retirar, deixant el poble en mans ucraïneses. En l'óblast de Donetsk la 68a Brigada Jaeger, juntament amb diversos batallons de les forces de defensa territorial, havien recapturat el poble de Blahodatne marcant el tercer assentament a ser recuperat per les forces ucraïneses durant la contraofensiva. L'ISW va avaluar que entre el 10 i 11 de juny, les forces ucraïneses també havien recapturat Storozheve i Novodarivka a l'est de Zaporíjia i a l'oest de Donetsk, però va reiterar que les afirmacions d'una "ruptura" ucraïnesa eren prematures.
El 12 de juny, es va informar que els ucraïnesos també havien alliberat Levadne, prop de Novodarivka.
En el seu informe del 12 de juny, la ISW va avaluar que els combats s'havien allunyat d'Oríkhiv i va reiterar les afirmacions d'un avanç al llarg del front de Velika Novosilka. També van informar que les forces russes al poble de Rivnopil a la zoina sud de l'óblast de Donetsk s'enfrontaven a un encerclament, però la seva situació exacta no era clara.
El 18 de juny, un funcionari instal·lat per Rússia, Vladimir Rogov, va anunciar que el poble de Piatikhatki a l'oest de Zaporíjia havia estat assegurat per les forces ucraïneses, fet confirmat amb imatges geolocalitzades l'endemà.
Els guanys ucraïnesos a Robòtine, que havien començat a principis de mes i van continuar durant tot el mes de juny, van culminar el 23 de juny, quan fonts russes van afirmar que les forces ucraïneses van trencar la línia Novodanilivka-Robòtine i la línia Mala Tokmachka-Novofedorivka, i que les forces de reserva russes havien estat cridades des de la rereguarda en un esforç per aturar aquests avenços.
El 24 de juny, Maliar va informar que les forces ucraïneses havien alliberat Rivnopil (Donetsk), que va ser confirmat de forma independent el dia 26.
El 26 de juny, un portaveu de les forces del front sud d'Ucraïna, Valeriy Shershen, va afirmar que les forces russes van disparar una "munició química d'aerosol amb efecte asfixiant" sobre les posicions ucraïneses a les parts occidentals de la regió de Zaporíjia. Ucraïna va afirmar que el vent va fer desviar la "munició d'aerosol" de tornada a les posicions russes.
El 4 de juliol, una font russa va afirmar que les forces ucraïneses van arribar als afores de Priiutne, un poble a 15 quilòmetres al sud-oest de Velika Novosilka. Priiutne era un centre logístic rus, que s'utilitzava per enviar subministraments a totes les forces russes al front de Velika Novosilka. Si queia, les forces russes es veurien obligades a retirar-se a Staromlinivka i abandonar diversos pobles.
El 14 de juliol, fonts russes van afirmar que les forces ucraïneses van aconseguir un avanç cap a Piriutne, i també van avançar 1,7 km cap a Melitòpol.
A 16 de juliol Ucraïna guanyava terreny a Zaporíjia trencant en algun cas les defenses avançades russes i arribant a les fortificacions, com en el cas de Staromaiorske, des de l'eix de Velika-Novossilka a Donetsk (en direcció a Berdiansk), un dels eixos en què més havien avançat les forces ucraïneses.
El 22 de juliol, els mitjans de comunicació russos van afirmar que Rostislav Zhuravlev, corresponsal de guerra de RIA Novosti, va ser assassinat per un atac de bomba clúster contra les forces russes a Priiutne. A més, un altre reporter de RIA Novosti va resultar ferit, al costat de dos reporters d'Izvestia, però cap de les seves lesions van ser mortals.
Segons fonts tant ucraïneses com russes, el 26 i 27 de juliol Ucraïna es va intensificar la contraofensiva, iniciant un atac més massiu i amb unitats de combat més grans i més ús d'equipament militar occidental, després de mesos d'atrició sobre la rereguarda i logística russes. Al front de Zaporíjia hi van recuperar la població d'Staromaiorske en l'eix de Velika-Novossilka, i van iniciar el flanqueig de Robòtine a l'eix més occidental d'Oríkhiv a Zaporíjia (en direcció a Melitòpol). Amb aquestes incursions van arribar per primer cop a la línia fortificada russa, un cop havien aconseguit trencar les defenses avançades russes les setmanes anteriors en aquests dos punts.
En direcció de Berdiansk la lluita va continuar al sud de Staromaiorske, cap al poble d'Urojaine, que era defensat per la Brigada Vostok, comandada per Aleksandr Khodakovski. El New York Times ha anomenat Urozhaine un "fortalesa russa", una part important de les defenses russes a la zona. La lluita pel poble va començar el 6 d'agost, quan Khodakovsky va afirmar que les forces ucraïneses havien creuat "temporalment" el rierol que separa Staromaiorske d'Urozhaine. El poble seria l'escenari d'intensos combats, ja que la Brigada Vostok es va deixar en gran manera als seus propis dispositius per defensar el poble.
L'11 d'agost Ucraïna va aconseguir finalment arribar a Robòtine per l'eix d'Oríkhiv, un punt clau en l'eix en el seu camí cap a Melitòpol, atès que és on més s'havien acostat a la primera línia de les fortificacions russes. En l'eix de Velika-Novossilka havien consolidat el seu control i començaven a amenaçar les posicions russes a Urozhaine, començant a consolidar un cap de pont a l'altra riba del riu que separa ambdues localitats.
El 12 d'agost Ucraïna va seguir avançant al front sud, en especial sobre Urozhaine a Zaporíjia. Fonts tant ucraïneses com russes coincidien, el 14 d'agost, en valorar l'avanç en els eixos de Velika-Novossilka i d'Oríkhiv en un marge d'entre 16 i 20 Km lineals, enmig de fortes batalles, camps de mines i línies defensives sòlides. Al segon cas els acostava pel sud-oest cap a Robòtine, que es mantenia sota control rus.
El 16 d'agost les autoritats ucraïneses van donar per alliberada la localitat d'Urozhaine a l'eix de Velika-Novossilka (direcció Berdiansk), localitat situada just al costat de Staromaiorske. El ministre de defensa rus va assegurar en canvi que els recursos de les forces armades ucraïneses estaven gairebé esgotats del tot.
A l'eix d'Oríhhiv, les tropes ucraïneses seguien avançant pel flanc oriental de Robòtine, amb la idea d'acostar-se a Tokmak, punt important en el camí vers Melitòpol. El 17 d'agost, malgrat controlar només una part de Robòtine, les forces ucraïneses començaven a adreçar-se sobre Verbove. Les municions o bombes de dispersió (o munició «clúster»), que havia rebut Ucraïna en les setmanes anteriors, començava a tenir un paper important no només en desfer les línies defensives, sinó també la logística russa.
A l'eix de Velika-Novossilka, les forces ucraïneses intentaven avançar simultàniament tant cap al sud d'Urozhaine com per l'oest de Staromaiorske. Durant aquest mateix dia, The Washington Post va publicar un article en el que assegurava que la intel·ligència estatunidenca tenia el convenciment que Ucraïna no aconseguiria aquest any la fita clau de recuperar Melitòpol, i segurament tampoc Tokmak, llocs claus per poder tallar la logística al sud del país.
El 21 d'agost es va confirmar que Ucraïna havia superat tant Robòtine com les posicions fortificades de primera línia russes en aquest punt, ocupant posicions al sud-est d'Oríkhiv vers la localitat de Novoprokopivka. Des d'aquí van recuperar territori els següents dies en direcció est fins a Verbove per ampliar el front de penetració, aconseguint també arribar a la primera línia fortificada de defenses russes.
El 23 d'agost, la 47a Brigada Mecanitzada va penjar la bandera ucraïnesa sobre l'edifici administratiu de Robotine que el centre urbà de la ciutat estava sota control ucraïnès. El control total sobre els afores del sud del poble romandria disputat fins a finals d'agost a principis de setembre, quan les tropes russes es van retirar.
El 29 d'agost, imatges geolocalitzades van confirmar que les forces ucraïneses van avançar 5 km al sud-est de Robòtine i van desminar l'àrea de Robòtine. També el 29, fonts russes van declarar que la seva situació a Verbove era "molt perillosa".
A 30 d'agost les forces ucraïneses seguien lluitant al sud de Robòtine en avançar vers Novoprokopivka i Verbove, afrontant el repte de superar la segona línia defensiva de l'anomenada línia Surovikin. Mentre les tropes ucraïneses miraven d'avançar sobre Verbove i hi feien alguna incursió, Rússia hi va traslladar noves unitats aerotransportades per a la seva defensa i mantenien les posicions. En direcció de Berdiansk el mateix dia, fonts russes van afirmar que les forces ucraïneses van avançar cap a Volodí, a 6 km al sud-est de Priïutne a 7 km al sud-oest d'Urujaine.
El 6 de setembre, tant fonts russes com ucraïneses van informar que les forces ucraïneses havien trencat les línies defensives de Novodonetske, a 11 km a l'est d'Urozhaine, i que les forces russes es van retirar temporalment de Novomaiorske, a 6 km a l'est de Novodonetske, després d'un intens bombardeig d'artilleria ucraïnesa amb municions de disperció.
El 8 de setembre, fonts russes van afirmar que les forces ucraïneses havien entrat als afores del nord-oest de Novomaiorske.
A partir del 9 de setembre, les forces ucraïneses han començat un esforç concertat per travessar el riu Shaitanka directament al nord de Novomaiorske i Novodonetske.
L'11 de setembre Ucraïna va anunciar haver recuperat el control de plataformes d'extracció petroliera i gasista conegudes com a «Torres Boika», prop de les costes de Crimea, i que Rússia venia utilitzant amb finalitats militars des de la seva ocupació el 2015. Durant l'acció van apoderar-se de municions vàries i d'un radar que es feia servir per controlar el trànsit de vaixells al Mar Negre, alhora que van produir danys a una aeronau russa que va haver de fugir.
El 14 de setembre, el coronel Vasily Popov, comandant del 247è Regiment d'Assaig Aeri de la 7a Divisió VDV, va morir en combats a la zona fronterera de l'óblast de Donetsk-Zaporizhia.
El 22 de setembre les forces ucraïneses seguien avançant lentament cap Verbove, on havien penetrat les primeres línies defensives Surovikin, i fer moviment de vehicles blindats, tot i que sense mantenir-hi aparentment un cap de pont estable.
El 23 de setembre, Oleksandr Tarnavskyi va anunciar que les forces ucraïneses "han travessat Verbove" i va reiterar que l'objectiu immediat per a les tropes ucraïneses és l'alliberament de Tokmak, un important centre d'infraestructura per a les forces russes. La ISW va avaluar que les forces ucraïneses havien aclarit totes les tropes russes entre Robotyne i Novoprokopivka, un assentament directament al sud de Robotyne. El mateix dia, Kyrylo Budanov va informar en una entrevista que la 810a Brigada d'Infanteria Naval de la Guàrdia Russa va ser "completament derrotada" amb la ISW avaluant això com a probable.
Entre el 24 de setembre diferents fonts tant ucraïneses com russes (no oficials), asseguraven que ja s'estava lluitant a l'interior de la localitat de Verbove. A partir d'aquest moment, però, l'exèrcit rus va aconseguir mantenir les línies defensives, i a principis de novembre l'ucraïnès amb prou feines havia pogut guanyar una mica més de terreny a l'oest de Verbove.
El 25 de setembre, imatges geolocalitzades van confirmar que les forces ucraïneses estaven presents a Verbove urbà.
El 28 d'octubre, les forces ucraïneses van perdre dos tancs Leopard 2 més, amb cinc totals eliminats durant una setmana de combats a la província de Zaporíjia, tots per atacs de drons russos del FPV.
El 19 d'octubre, l'observador militar ucraïnès Kostiantin Mashovets va afirmar que les forces ucraïneses van avançar entre 1,5 i 1,6 km cap a les línies defensives russes en direcció a Robòtine.

#### Front de Donetsk a l'est

Situació al front de Donetsk a l'est

A 19 de juliol, la principal novetat fou la consolidació de l'avanç ucraïnès al sud de Bakhmut, sobre les altures que voltegen la població de Klixtxiivka, clau per al control de la via de subministrament des del sud.
Segons fonts tant ucraïneses com russes, el 26 i 27 de juliol Ucraïna va intensificar la contraofensiva, iniciant un atac més massiu i amb unitats de combat més grans i més ús d'equipament militar occidental, després de mesos d'atrició sobre la rereguarda i logística russes. Al sud del front de Bakhmut van aconseguir expulsar les tropes russes de tota Klixtxiivka, així com arribar a les primeres cases de la veïna Andriívka, seguint amb l'intent d'envoltar pels flancs Bakhmut.
La viceministra de Defensa ucraïnesa va dir el 14 d'agost que els guanys territorials ucraïnesos a l'àrea operacional de Bakhmut havien estat la darrera setmana d'uns 3 Km² al sud, amb els quals hi acumulaven 40 Km² recuperats des de l'inici de la contraofensiva. Els guanys més recents foren a l'entorn de Klixtxiivka, Andriívka i Kurdiumivka, totes les localitats al sud de Bakhmut.
A 21 d'agost Ucraïna va informar de la recuperació de 3 Km² addicionals al front de Bakhmut, computant un total de 43 Km² des de l'inici de la contraofensiva.
Els següents dies es van seguir produint avanços ucraïnesos lents a l'entorn de Bakhmut, en general en posicions al sud, mentre que els militars russos van assegurar el dia 28 que els convé una nova batalla a Bakhmut i que hi estaven preparats, dient que en realitat amb prou feines els ucraïnesos hi duien a terme atacs directes. La ciutat es manté totalment despoblada i destruïda davant la situació just a la línia del front.
A l'oest de Donetsk, un front on en general no es produïen grans canvis de posicions sinó només petits avanços russos des de l'inici de la invasió, les forces ucraïneses van fer l'11 de setembre un avanç per primer en molt de temps cap l'aeroport de Donetsk, fent-se amb el control de part del poble d'Ópitne (Donetsk), aspecte que les fonts russes limitaven a una pedrera als afores del poble.
El 15 de setembre, l'Estat major ucraïnès va anunciar que havia recuperat la població d'Andriívka, a uns 13 quilòmetres al sud de Bakhmut, i al sud també de Klixtxiivka. Amb aquests guanys territorials, des de l'inici de la contraofensiva Ucraïna havia recuperat uns 50 quilòmetres quadrats de territori al voltant de Bakhmut. El mateix comunicat parlava d'èxits parcials a Klixtxiivka, que encara no hauria estat del tot recuperat. El Ministeri de defensa rus, en canvi, va negar l'endemà els avanços anteriors, assegurant que les seves tropes seguien als dos punts.
El 10 d'octubre Rússia va llançar una ofensiva amb gran quantitat de tropes i blindats a Avdíivka, al front de l'oest de la ciutat de Donetsk, acompanyat d'acció de l'aviació sobretot el dia 12, on segons les fonts del Ministeri de Defensa rus havien provocat 500 baixes ucraïneses. Malgrat la intensitat i el canvi d'estratègia, abandonant l'ús de gran quantitat d'infanteria per més recursos de guerra electrònica, contrabateria, reconeixement aeri i preparació artillera, entre d'altres. L'Institut per a l'Estudi de la Guerra va avaluar tanmateix que veia difícil cap canvi significatiu en aquest teatre d'operacions, i que era més una manera de Rússia de fixar-hi tropes ucraïneses i alleujar la situació complicada en zones del front sud. Una setmana més tard Rússia seguia intentant trencar les línies defensives ucraïneses a la ciutat i envoltar-la, mantenint un alt nivell d'intensitat ofensiva.
El 27 d'octubre l'exèrcit rus seguia fent petits avanços a Avdíivka tot mirant d'encerclar l'assentament amb un tercer intent d'assalt mecanitzat, però en els dos intents anteriors havia patit fortes baixes humanes i materials. El dia 30 les tropes ucraïneses encara mantenien la línia defensiva, tot i que amb pèrdues humanes i materials importants. La intel·ligència britànica va calcular a principis de novembre que Rússia havia perdut uns 200 vehicles vehicles en l'ofensiva d'Avdíivka, així com «milers» de tropes. Lluny però de cedir, avaluaven que Rússia seguiria esmerçant-hi recursos, sobretot amb assalts d'infanteria, com ja havien fet l'estiu anterior. El 16 de novembre va assegurar que l'exèrcit rus pretenia fer un moviment de pinça per conquerir la ciutat, per la qual cosa seguia esmerçant recursos en ocupar la planta de carbó de coc situada en un complex industrial al nord de la ciutat, que resultava clau tant per la defensa ucraïnesa com ho seria per a l'exèrcit rus en la seva ofensiva sobre la ciutat si l'aconseguia capturar.

#### Front de l'eix Svàtove-Kreminnà al nord-est

Front de l'eix Svatove-Kreminnà al nord-est (Luhansk)

Front de l'eix Svatove-Kreminnà al nord-est (Khàrkiv)

El 16 de juliol Rússia seguia pressionant al nord-est a Kupiansk i a l'est des de Donetsk (Màrinka i Avdíivka), sense guanys significatius però obligant Ucraïna a desviar-hi tropes.
El 8 d'agost, les autoritats ucraïneses van ordenar l'evacuació del districte de Kupiansk, al front nord-oriental de Khàrkiv, davant l'augment dels bombardejos russos. La zona havia estat alliberada el setembre, però des de llavors havia sota constant foc i atacs per la proximitat de la línia de contacte amb les tropes russes.
A 12 d'agost, respecte el suposat atac rus sobre Kupiansk, malgrat els comunicats russos, seguia sense haver cap prova gràfica. Des del ministeri de Defensa ucraïnès s'assegurava que els atacs a Kupiansk, Liman i Svàtove eren un simple intent per fer que Ucraïna hi enviés tropes retirant-les de Bakhmut, i que en realitat Rússia no hi disposava de suficients recursos.
El 17 d'agost Ucraïna va enviar la Brigada «Azov» de la Guàrdia Nacional, un cop recomposta, a reforçar el sud de Kreminnà, on hi havia forts combats i certs avanços russos.
A finals d'agost Ucraïna i la intel·ligència britànica afirmaven que Rússia havia acumulat 100.000 tropes d'ocupació (no necessàriament ofensives) a l'eix Svàtove-Kreminnà, mentre els bombardejos anaven en augment, ubicades o orientades a meitats iguals vers les poblacions de Kupiansk i Liman.

## Atacs darrere de les línies dels fronts
|  | Per a una informació més àmplia vegeu Ús massiu de drons suïcides i míssils contra objectius civils ucraïnesos |

El 19 de juliol, enmig d'un fort atac amb desenes de míssils i drons FPV contra Odessa per part de Rússia en represàlia per l'atac ucraïnès contra el pont de Kertx el dia 17, el qual va afectar aquest cop només el pont viari, Ucraïna va atacar per primer cop amb míssils de creuer Storm Shadow, suposadament, un gran magatzem de municions rus ubicat al sud-oest de la península de Crimea, a Kirovske. Fins aleshores no s'havia utilitzat l'armament occidental de llarg abast contra Crimea.
Rússia va seguir els seus atacs sobre les infraestructures civils ucraïneses que havia iniciat intensivament a partir de la retirada de Kherson el setembre del 2022, sota les ordres del general Serguei Surovikin. El 23 de juliol, en un altre bombardeig sobre Odessa que va causar com a mínim una persona, es va veure fortament afectada la catedral de la Transfiguració d'Odessa, patrimoni mundial de la UNESCO. La UNESCO va condemnar els atacs repetits contra el patrimoni material d'Ucraïna per part de Rússia. Els atacs sobre el port d'Odessa i rodalia tenien la intenció d'impossibilitar qualsevol intent ucraïnès d'exportar-hi cereals.
El 24 de juliol Rússia va afirmar que havia aconseguit aturar un «atac terrorista ucraïnès» a Moscou, abatent 2 drons mentre que uns altres 2 van esclatar sobre edificis no residencials, sense provocar danys rellevants i cap de personal. Aquest mateix dia Ucraïna va seguir atacant posicions i actius russos a Crimea, en aquest cas sobre el node logístic ferroviari de Djankoi, on hi va esclatar un magatzem de municions, seguint la constant dels dies anteriors d'atacs sobre la logística russa a la península annexada per Rússia.
El 4 d'agost les forces especials ucraïneses van dur a terme un atac amb dron aquàtic de superfície (vehicle superficial no tripulat, USV per les inicials en anglès) contra un vaixell de desembarcament amfibi rus «Olenegorski Gorniak» de la classe Roputxa, fondejat a la badia del port rus de Novorossisk. El vaixell es trobava a més de 800 km del punt costaner ucraïnès més proper, i en la base de la flota russa del Mar Negre, després que es retirés de Sebastòpol, i va poder ser remolcat al port en trobar-s'hi a prop. L'endemà un altre USV va atacar el vaixell petrolier rus «Sig» a l'estret de Kertx, vaixell conegut per proporcionar combustible a la guerra de Síria durant anys a través del port de Tartús, i que va causar danys a la sala de màquines i el pont, i també fou remolcat.
El 8 d'agost es va produir un atac amb míssils a Pokrovsk, en la part de l'óblast de Donetsk sota control governamental, que va provocar un mínim de 7 morts i desenes de persones ferides. Un primer míssil sobre un hotel de la ciutat va anar acompanyat d'un altre al mateix lloc 45 minuts després, que va enxampar els serveis d'emergència en plenes tasques de rescat de les víctimes del primer.
El 12 d'agost Ucraïna va intentar un nou atac al pont de Kertx, aquest cop durant el dia i amb míssils de creuer, en principi S-200 de bateries antiaèries modificats per a objectius terra a terra, sense èxit. Això va fer confirmar que Ucraïna es mantenia sense utilitzar armament occidental sobre Crimea per un suposat veto.
El 16 d'agost les autoritats russes van dir que havien frustrat un atac amb tres suposats drons ucraïnesos a la regió de Kaluga prop de Moscou. La intel·ligència britànica va dir que quasi amb total seguretat Rússia estava produint ja drons suïcides de fabricació pròpia basats en els Shahed iranians. Rússia va seguir atacant aquest dia les instal·lacions portuàries per a l'exportació de gra a Odessa, que Rússia en canvi assegurava que Ucraïna feia servir de tapadora per a l'emmagatzematge d'armament. Rússia també havia atacat els darrers dies els ports al Danubi, que també suposaven una opció per a l'exportació de grans ucraïnesos, fet que des d'Ucraïna i els seus aliats es valorava com una greu amenaça a la seguretat alimentària mundial.
El 19 d'agost un míssil rus va provocar un mínim de 7 persones mortes i 117 de ferides en un atac al Teatre Taràs Xevtxenko de Txernígiv, ciutat del nord a poca distància de la frontera. Pel costat ucraïnès, i segons van denunciar les autoritats russes, un atac amb dos drons contra la base aèria de Nóvgorod, a uns 700 km. de la frontera ucraïnesa, va causar danys com a mínim a un caça bombarder Túpolev Tu-22M3, utilitzats per llançar míssils sobre Ucraïna.
La matinada del 24 d'agost de 2023, diada de la independència d'Ucraïna, les forces especials van dur a terme un desembarcament nocturn a Crimea a la zona de les localitats de Olenka i Maiak, a l'extrem occidental de la península, on hi han fet onejar la seva bandera. Segons fonts ucraïneses l'atac va causar víctimes russes mentre que no en va causar cap de pròpia.
El 25 d'agost Ucraïna va llançar l'atac amb drons més gran sobre Crimea en el que es portava de conflicte, amb uns 42 aparells colpejant la rereguarda russa. Alguns dels blancs principals foren un sistema antiaeri S-400 Triumph, un centre de reclutament i entrenament rus a Perevàlne, prop de Simferòpol, que va provocar un mínim de 300 ferits entre les tropes russes segons l'alcalde del municipi, i la base aèria de Hvardiiske, segons es va poder confirmar amb vistes satel·litals. En els darrers dies i setmanes Ucraïna havia augmentat el nombre d'atacs, ja sigui amb drons o míssils, les zones ocupades per Rússia, en especial Crimea, però també territoris russos com Bélgorod, Briansk, Kursk i la pròpia Moscou.
El 30 d'agost un atac, suposadament d'Ucraïna, amb munició rondadora contra la base aèria russa de Pskov, al nord del país al costat de les repúbliques bàltiques, a uns 700 km del punt més proper amb la frontera ucraïnesa, va causar danys a com a mínim a quatre avions de transport Ilyushin Il-76, segons l'agència de notícies TASS. Les imatges que es van distribuir per les xarxes van venir a confirmar com a mínim la destrucció total d'un d'ells, així com altres impactes. Per aconseguir-ho, segons fonts ucraïneses, s'haurien utilitzat fins a una vintena de drons en total. A banda de l'atac sobre Pskov, el mateix també se'n van produir d'altres a Briansk, Riazan o Tula que, en el cas de Briansk, es van dirigir contra la infraestructura de transport i tractament d'hidrocarburs. L'endemà, i per primer cop, les autoritats ucraïneses van reconèixer l'autoria dels atacs a l'aeròdrom de Pskov, afegint-hi que els drons havien estat llançats des de l'interior de Rússia. En cap cas es van produir víctimes personals segons les autoritats russes.
El mateix dia Rússia va llançar l'atac més important sobre Kíiv des de la primavera, que es va produir en dues onades consecutives, una amb drons Shahed de producció iraniana i una segona amb míssils de creuer llançats des de bombarders estratègics Túpolev Tu-25. Segones les autoritats ucraïneses van poder interceptar tots els vectors, uns 15 o 16 drons i 28 míssils, tot i que unes restes van caure sobre una fàbrica i matar dos vigilants de nit.
El 6 de setembre es va produir el bombardeig sobre civils més mortífer del conflicte. Un mínim de 16 persones mortes i 30 de ferides va ser el resultat d'un atac sobre un mercat a la ciutat d'uns 70.000 habitants de Kostiantínivka, a l'óblast de Donetsk i prop de la línia del front, situat en un carrer molt concorregut, també per la presència de botigues i terrasses de cafeteries. Zelenski va culpar a Rússia de l'atac, mentre que d'entrada aquest país no es va pronunciar al respecte. El 18 de setembre el New York Times va publicar els resultats d'una recerca amb recollida de restes de materials, testimonis i imatges de satèl·lit, que assegurava que el bombardeig havia estat provocat per una fallada d'un míssil d'una bateria antiaèria Buk de la pròpia Ucraïna que, tanmateix, va negar aquestes conclusions.
El ministre de defensa romanès va assegurar que havien caigut restes del que semblava un dron rus en territori romanès, en el marc dels bombardejos sobre les infraestructures portuàries ucraïneses al Danubi, malgrat el fet que inicialment el país ho havia negat davant les afirmacions de les autoritats ucraïneses. El president romanès en fa informar als seus aliats de l'OTAN.
L'11 de setembre les forces armades ucraïneses van colpejar una base d'operadors de drons a Luhansk, un poble de Donetsk, anunciat en un canal de Telegram seu i que van acompanyar d'un vídeo on es veu el moment de l'explosió.
Un atac ucraïnès amb míssils de creuer de llarg abast, en principi Storm Shadow segons van apuntar totes les parts, va destruir el 13 de setembre el vaixell amfibi de desembarcament «Minsk», així com també va danyar el submarí de la classe «Kilo» «Rostov-on-Don», a la base naval russa de Sebastòpol. Les naus es trobaven en tasques de reparació en sengles dics secs. Les autoritats russes van assegurar que van poder destruir 7 dels 10 míssils llançats per Ucraïna en l'atac, que va provocar inicialment un mínim de 24 persones ferides. L'endemà, un atac nocturn amb drons i míssils a Ievpatòria (Crimea) va destruir, segons les autoritats ucraïneses, un sistema de defensa aèria S-400 rus, danyant tant el radar com l'antena. Rússia per la seva banda va assegurar que havia abatut 11 drons.
El 22 de setembre un míssil de creuer Storm Shadow/SCALP va fer malbé el quarter general de la Flota del Mar Negre a Sebastòpol, un edifici situat al centre de la ciutat. Ucraïna hauria llançat abans drons que haurien servit per esgotar les bateries antiaèries russes, i afavorir així que el míssil de creuer arribés al seu objectiu. Segons mitjans russos l'atac hauria provocat la desaparició d'un soldat, que no van donar per mort, i 6 persones més ferides. La part ucraïnesa en canvi va assegurar que hi havia mort el comandant de la flota russa al Mar Negre, Víktor Sokolov, així com 33 militars més. La mort de Sokolov va quedar desmentida quan va aparèixer en una videoconferència de treball de defensa amb el Kremlin el dia 26 de setembre.

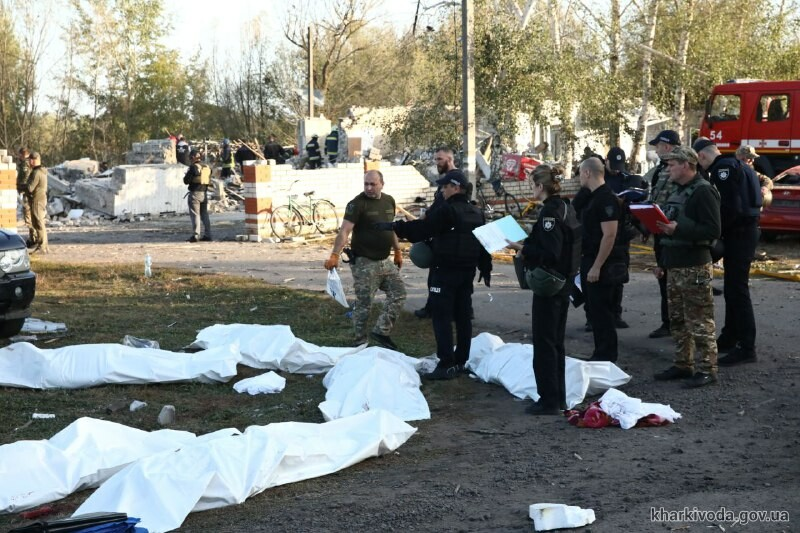
Alguns dels 51 cadàvers de la massacre de Hroza (5 d'octubre de 2023)

La nit del 24 al 25 de setembre Rússia va seguir amb el bombardeig intens de les zones portuàries al voltant d'Odessa i el Danubi, amb el llançament de 19 drons Shahed-136/131 i 14 míssils Kalibr. Tot i que bona part foren abatuts per les defenses antiaèries ucraïneses, no van poder evitar que s'afectés o es destruïssin graners, la terminat de passatgers i un hotel, que no va provocar víctimes perquè feia anys que estava tancat.
Un míssil Iskander rus va provocar una massacre de més de mig centenar de civils a Hroza, un municipi de 330 habitants de la província de Khàrkiv, el 5 d'octubre del 2023. S'hi s'estava fent un funeral en una botiga-cafeteria on hi assistien una seixantena de persones, de les quals en van morir un mínim de 51. L'endemà un altre míssil va destruir un edifici residencial a Khàrkiv, provocant la mort d'un infant de 10 anys i la seva àvia, a més de deixar 28 ferits. Una setmana després, el recompte de les víctimes mortals a Hroza va pujar a 59, segons la policia forense ucraïnesa.
El 17 d'octubre es va produir el primer ús de míssils balístics MGM-140 ATACMS (inicials en anglès per «Army Tactical Missile System») des de plataformes HIMARS, que els EUA havien fet arribar en secret i per sorpresa a Ucraïna. L'aeroport de Berdiansk (Zaporíjia), la base operativa més avançada dels helicòpters d'atac russos en territori ucraïnès ocupat, fou objecte d'un atac amb aquests míssils de llarg abast, a una distància de com a mínim 100 km dels punts segurs per al seu llançament més propers. El bombardeig va destruir o inhabilitar un mínim de 21 helicòpters de combat russos segons les anàlisis d'imatges per satèl·lit.
El 31 d'octubre de 2023 l'exèrcit rus va bombardejar, ja fos amb artilleria, drons o míssils, 118 assentaments en 10 regions, en el que es va considerar el nombre més gran durant el 2023. Es va vincular amb l'augment de la fabricació pròpia de municions per part de Rússia, però també amb la rebuda dels seus aliats Iran i Corea del Nord, de qui es calculava que n'havia rebut un milió de projectils des de l'agost de 2022.
Un mínim de 28 militars ucraïnesos van morir i 53 van resultar ferits el 3 novembre en un bombardeig rus contra una cerimònia d'entrega de medalles a Zaporíjia, molt a prop de la línia del front. Aquest fet va provocar fortes crítiques a Ucraïna contra els responsables de l'organització de l'acte.
El 4 de novembre Ucraïna va causar danys amb un míssil a un vaixell porta-míssils de creuer Kalibr que es trobava en reparació en unes drassanes prop de Kertx. Les autoritats russes només van admetre que l'atac havia causat alguns «danys en una embarcació», i que havien aconseguit destruir 13 de 15 míssils que hauria llançat Ucraïna.

## Víctimes i pèrdues materials
|  | Per a una informació més àmplia vegeu Pèrdues humanes i Pèrdues materials de vehicles i plataformes militars per bàndol |

Segons informacions aparegudes el 16 de juliol, les pèrdues ucraïneses en els inicis de la seva ofensiva al sud foren de prop del 20% de l'equipament militar en alguns casos, degut sobretot a les mines terrestres, cosa que va fer canviar l'estratègia de desminatge amb equipament especialitzat a desminatge manual per part de soldats durant la nit, alentint l'ofensiva que, en tot cas, seguia avançant especialment a nord i sud de Bakhmut i, força més lentament, als fronts del sud a Zaporíjia.
A 17 d'agost Rússia havia perdut un total de 41 unitats d'helicòpters d'atac Ka-52 (una tercera part de la flota que se suposava que Rússia tenia a l'inici de la guerra), que setmanes enrere havien estat molt útils per a Rússia a l'hora d'aturar els avanços de blindats ucraïnesos, però la incorporació de noves armes a les forces ucraïneses havia reduït el seu impacte.
Durant les 13 primeres setmanes de contraofensiva ucraïnesa, i segons les dades confirmades per Oryx, les forces armades del país van perdre 5 dels 71 tancs de combat Leopard 2 de fabricació alemanya que havia rebut, i una desena patiren desperfectes i foren traslladats als tallers de Polònia i Alemanya.
El 9 de setembre de 2023 va morir a Txàssiv Iar la cooperant catalana Emma Igual, directora de l'ONG Road to Relief, quan el vehicle en què viatjava cap a Ivanivske fou objecte d'un bombardeig directe rus. Igual treballava en l'evacuació de població civil de Bakhmut, i va arribar a Ucraïna el març de 2022. Igual va ser la primera víctima catalana del conflicte.
El ministre de defensa rus va afirmar, en una nota emesa per l'agència russa TASS l'1 de desembre, que Ucraïna havia perdut 125.000 tropes durant la seva contraofensiva, que Rússia va donar per acabada setmanes abans, sense aconseguir el principal objectiu. També va assegurar que Ucraïna havia perdut 16.000 armes.

## Reaccions
|  | Per a una informació més àmplia vegeu Reaccions internacionals a la invasió russa d'Ucraïna de 2022, Suport militar i Suport financer i humanitari |

El 24 de maig Suècia es va unir a la coalició de països aliats d'Ucraïna que van comprometre's ja sigui a la transferència de caces bombarders F-16 o a la formació de pilots.
Els tancs Abrams M1 dels EUA no van arribar a temps per a la contraofensiva de primera i estiu, però a finals de juliol es va preveure que Ucraïna els podria rebre el setembre del 2023. Les negociacions per a l'enviament d'avions de combat F-16 encara anaven més endarrerides, i no es preveia que poguessin enviar-se fins ben entrat el 2024 o, fins i tot, al final de la contraofensiva actual. Sí que es va iniciar però la planificació de l'entrenament de pilots ucraïnesos. L'11 d'agost, de fet, es va concretar que els primer grup de 6 pilots ucraïnesos formats en els F-16 no hauria acabat la capacitació abans de l'estiu del 2024, mentre s'acabava de definir si seria Dinamarca o Països Baixos qui els entrenaria, països amb menys capacitat que els EUA.
La visita de Zelenski a Turquia el 10 de juliol va servir per alliberar els líders del Batalló Azov, que havien estat fets presoners amb la caiguda de Mariúpol, i que es trobaven en territori turc després d'un acord amb Rússia, que suposadament implicava que no se'n podrien moure. Posteriorment els EUA van assegurar desconèixer els motius pels quals Erdogan els havia alliberat a Ucraïna.
Durant la cimera de l'OTAN a Vílnius del 12 de juliol de 2023 es va tractar la manera com es podien oferir garanties de seguretat a Ucraïna, tot i que finalment no es va oferir una senda concreta a Ucraïna per a la seva adhesió. Tanmateix, els països del G-7 van comprometre's de forma individual, mitjançant acords bilaterals, l'ajut a llarg termini fins que es pogués produir l'adhesió, a través de la Declaració Conjunta de Suport a Ucraïna sobre garanties de seguretat. Posteriorment s'hi van afegir fins a 14 països més, que es comprometien a establir negociacions per a acords bilaterals: Bèlgica, Dinamarca, Espanya, Finlàndia, Grècia, Irlanda, Islàndia, Letònia, Noruega, Països Baixos, Portugal, Romania, Suècia i Txèquia. Macedònia del Nord s'hi va afegir el 15 d'agost.
El 16 d'agost, Politico va publicar que el general rus Serguei Surovikin, que havia estat en parador desconegut des del motí del Grup Wagner, es trobava en situació d'arrest domiciliari. Malgrat la seva suposada vinculació amb Prigojin, el cap del cos de mercenaris, amb qui compartia antipatia amb el Ministeri de Defensa rus, en concret amb Serguei Xoigú (ministre de defensa) i Valeri Gueràssimov (cap de l'estat major), havia estat l'artífex de l'estratègia russa després de la pèrdua territorial de Kherson o Khàrkiv. Surovikin havia creat el sistema defensiu al que s'estan enfrontant ara les forces ucraïneses a Zaporíjia (i anomenada «línia Surovikin»), enviat el Grup Wagner a Bakhmut i iniciar uns atacs amb míssils i munició rondadora sobre objectius civils ucraïnesos. Se'l suposava ben relacionat amb algunes elits moscovites, les milícies de Donetsk i Luhanks i la població en general. El 23 d'agost de 2023, Surovikin fou destituït com a cap de les forces aeroespacials russes, càrrec que havia ocupat des del 2017, sent reemplaçat pel general Afzàlov. Des de l'Institut per la Defensa de la Guerra (ISW per les seves inicials en anglès) es va dir dies després, un cop el seu perfil va desaparèixer del web de l'exèrcit, que Surovikin va estar recol·locat en tasques no militars a la Comunitat d'Estats Independents.
El 4 de setembre Zelenski va destituir el Ministre de Defensa, Oleksi Réznikov, després de 550 dies encapçalant la resistència davant les tropes russes. La justificació donada pel president va ser un «canvi d'enfocament necessari», tot i que Réznikov estava esquitxat per diversos suposats casos de corrupció. Alhora Zelenkski va nomenar el seu successor, Rustem Umerov.
El Regne Unit va declarar el 6 de setembre el Grup Wagner una organització terrorista, el juliol ja havia decretat sancions contra 13 dels seus membres o persones vinculades.
El primer ministre hongarès, Viktor Orbán, va assegurar el 25 de setembre davant del Parlament que no donaria suport a Ucraïna en les seves demandes d'ajut internacional fins que no restablís els drets de la minoria hongaresa a la província de la Transcarpàcia. Una llei ucraïnesa de 2017 va establir que totes les escoles del país fessin l'ensenyament exclusivament en llengua ucraïnesa a partir de cinquè de primària.